# Ion Gabor
Ion Gabor (* 19. října 1943 Galați, Rumunsko) je bývalý rumunský zápasník, reprezentant v zápase řecko-římském.
V roce 1972 vybojoval stříbro na mistrovství Evropy, ve stejném roce vybojoval 5. místo na olympijských hrách. Pětkrát vybojoval národní titul. Po ukončení aktivní sportovní kariéry působil jako trenér v CSA Steaua București.